# Lavinia (romanzo)
Lavinia è un romanzo della scrittrice statunitense Ursula K. Le Guin pubblicato nel 2008.
Il romanzo è una rilettura degli ultimi sei libri dell'Eneide dal punto di vista della principessa italica Lavinia.

## Trama
Amatissima figlia unica del re Latino, l'adolescente Lavinia cresce devota e pia nell'Italia centrale. Dall'età di quindici anni comincia ad essere corteggiata dal giovane re Turno, che la vorrebbe in sposa; la madre Amata, zia del pretendente, incoraggia la figlia ad accettarlo come marito, ma Latino continua a posticipare la scelta di uno sposo per la figlia per diversi anni. Lavinia frequenta spesso, sia da sola che con il padre, un santuario naturale in cui riceve le visite dell'ombra di Virgilio: il poeta, che vivrà molti secoli dopo di lei, la visita misteriosamente dal suo letto di morte e rimane colpito dalla giovane, tanto da rimpiangere di averle dedicato così poco spazio all'interno del suo grande poema che, teme, rimarrà incompiuto. Visita dopo visita, Virgilio finisce per svelare a Lavinia il suo futuro: dalla fuga di Enea da Troia all'incontro con Didone e poi dell'arrivo dell'esule troiano in Italia, le sanguinose battaglie che seguiranno e infine il matrimonio tra Enea e la stessa Lavinia. Anche Latino riceve in sogno la visita di un antenato che scoraggia dal dare in sposa la figlia a nessun re italico, suggerendogli invece di concedere la sua mano a uno straniero la cui venuta è prossima.
L'arrivo di Enea e dei suoi uomini, così come la decisione di Latino di dare in sposa la figlia allo straniero, finisce per infrangere il delicato equilibrio politico dell'Italia centrale. Scoppia la guerra tra gli alleati latini e troiani contro gli altri popoli italici, una guerra che non ha l'epico eroismo descritto da Virgilio, bensì tutta l'insensatezza e la violenza di una brutale carneficina. Amata conduce Lavinia in campagna con il pretesto di celebrare riti femminili, ma la giovane, resasi conto che è solo un piano per costringerla a sposare Turno, riesce a fuggire e svelare l'intrigo materno al padre, mentre Enea sfida a duello Turno e lo massacra.
Dopo la fine dei conflitti, Lavinia sposa Enea e riceve la premonizione che il marito morirà entro tre anni. La giovane è innamorata del marito ed è felice con lui, per quanto non riesca mai a legare con Ascanio, il figlio di Enea; il ragazzo infatti cerca di seguire le orme paterne, ma lo fa in modo irruento e le sue buone intenzioni sono contaminate dalla sua superbia e un atteggiamento eccessivamente bellicoso. Prima dello scadere del terzo anno Enea viene ucciso durante una scaramuccia militare: Lavinia ne piange la morte e si dedica anima e corpo alle cure del figlioletto Silvio.
Con il passare degli anni, il ruolo di Lavinia nella corte di Ascanio si fa sempre più marginale e dieci anni dopo la morte di Enea il conflitto con il figliastro si fa più acceso: pur essendo omosessuale, Ascanio ha deciso di trovare moglie e nel suo ruolo di regina madre Lavinia sarebbe d'intralcio nella corte di Alba Longa. Lavinia è comprensiva e decide di tornare a Lavinio ma non, come Ascanio vorrebbe, senza il figlio Silvio. Lavinia e il figlio fuggono dunque nella città di Lavinio, che Enea aveva fondato e battezzato con il suo nome, ma qui scopre che i vecchi commilitoni nel marito, pur essendole fedeli, ubbidirebbero comunque al re e porterebbero Silvio ad Alba Longa. Pochi mesi dopo Ascanio manda degli uomini a Lavinio per riportare il ragazzino ad Alba Longa e Lavinia allora fugge nel santuario della sua giovinezza con il figlio. Qui, durante la notte, ha una visione di Virgilio nell'oltretomba che racconta ad Enea del futuro del figlio Silvio, che crescerà nel bosco prima di fondare una dinastia destinata a cambiare la storia.
Lavinia torna nella città che ha preso il suo nome e annuncia l'oracolo, falsificandolo leggermente in modo che fosse l'amato Anchise e non lo sconosciuto Virgilio a predire il futuro di Silvio. Devastato dalla morte del suo amante e dal declino della sua casa, Ascanio accetta l'oracolo e lascia che Silvio e Lavinia vivano nella foresta. Dopo cinque anni, Silvio torna a Lavinio per dividere il trono con Ascanio.
Con il passare degli anni Ascanio si indebolisce e rinuncia al trono, che passa nella sole mani di Silvio. Il secondogenito di Enea si rivela un re saggio e maturo, formidabile guerriero ma anche uomo e giusto e pio come il padre. Superata la settantina, Lavinia sente venire meno le forze, ma sa che non può morire: Virgilio è morto prima di completare la sua storia e Lavinia, consapevole di essere il personaggio di un poema, sa che la morte non è stata scritta nel suo futuro e si trasforma quindi in una civetta.

## Accoglienza

### Riconoscimenti
Lavinia vinse il Premio Locus per il miglior romanzo fantasy nel 2009.

## Edizioni
- Ursula K. Le Guin, Lavinia, traduzione di N. Pennacchietti & C. Rodotà, Cavallo di Ferro, 2011,  p. 314, ISBN 8879070983.
- Ursula K. Le Guin, Lavinia, traduzione di Chiara Reali, Oscar Fantastica, Mondadori, 7 novembre 2023,  p. 312, ISBN 9788804762737.